# Hayley Williams
Hayley Nichole Williams (* 27. prosince 1988) je americká rocková zpěvačka, skladatelka, podnikatelka a frontmanka skupiny Paramore.

## Život a kariéra
V roce 2002 ve věku třinácti let se přestěhovala ze svého domova v Meridianu v Mississippi do města Franklin v Tennessee, protože byla ve škole šikanována a její umístění na nové škole bylo lepší kvůli její poruše pozornosti a hyperaktivitě; později jí byl předepsán Ritalin a tento lék stále používá i jako dospělá. Na své nové škole se setkala s nyní už bývalými členy skupiny, Joshem a Zacem Farrovými. Ještě když byla ve škole, snažila se vytvořit kapelu s názvem The Factory a zde potkala Jeremyho Davise.
V roce 2003 ji objevili manažeři Dave Steunebrink a Richard Williams, kteří podepsali čtrnácti roční produkční smlouvu. Podle jejího bývalého manažera Jeffa Hansona, v době kdy psala popové písničky s předními skladateli v Nashvillu, byla představena v Atlantic Records a pak podepsala smlouvu. Původní návrh byl, aby byla Hayley sólovou popovou zpěvačkou. To ale odmítla a řekla, že chce být součástí kapely a hrát alternative rock. Atlantic se rozhodl vyjít vstříc jejím přáním a tak založila skupinu Paramore spolu s Jeremy Davisem a sourozenci Joshem a Zacem Farrovými.
Hudba Paramore původně měla vyjít pod vydavatelstvím Atlantic Records, ale marketingové oddělení firmy rozhodlo, že by pro image skupiny bylo lepší, kdyby je lidé neměli spojené s velkým hudebním vydavatelstvím. Nakonec svojí hudbu nahráli přes Fueled by Ramen.
V roce 2007 se objevila ve videoklipu skupiny New Found Glory s názvem „Kiss Me“.
V roce 2007 v magazínu Kerrang! skončila na druhém místě hned za zpěvačkou z Evanescence, Amy Lee v kategorii „Nejpřitažlivější žena“ protože má nejkrásnější oči. O rok později, v roce 2008 anketu vyhrála, stejně jako v roce 2009. Také se objevila jako postava ve videohře Guitar Hero World Tour.
Napsala a nahrála píseň „Teenagers“, která se objevila na soundtracku filmu Jennifer's Body-Bacha kouše!. Po vydání této písně neměla žádné plány vystupovat jako sólový umělec. V roce 2010 nahrála společně s raperem B.O.B. duet „Airplanes“ na jeho debutové album. Singl se dlouhou dobu držel na předních příčkách světových hitparád.
V roce 2016 založila svou značku barev na vlasy Good Dye Young.
20. února 2016 se provdala za svého dlouholetého přítele Chada Gilberta, se kterým se rozvedla v roce 2017.

## Solokariéra

### Airplanes
Airplanes je píseň amerického rappera B.o.B. a Hayley Williams vydaná roku 2010 na album B.o.B. Presents: The Adventures of Bobby Ray. Píseň se opět stala virální v roce 2021 použitá společně s MordeTwi meme. Sama Hayley Williams na svém Twitteru přiznala, že neví, o co se jedná.

### Stay The Night
Stay The Night je píseň hudebníka Zedd a Hayley Williams vydaná v roce 2013.

### Petals for Armor (2020)
Petals for Armor (PFA) je debutové album frontmanky skupiny Paramore, Hayles Williams. Album vyšlo 8. května 2020 pod Atlantic Records. Na tvorbě alba se podíleli všichni členové Paramore, vizuální i hudební stránka. Album vyšlo také jako EP a to v podobě Petals for Armor I a Petals for Armor II. Tour k PFA bylo zrušeno z důvodu pandemie covidu-19.

### Flowers for Vases / descanos (2021)
Flowers for Vases / descanos (FVF) je druhé studiové album. Vydané 5. února 2021 bez předchozího oznámení.

### Castles Crumbling
Castles Crumbling (feat. Hayley Williams) (Taylor's Version) (From The Vault) je píseň zpěvačky Taylor Swift vydaná 7. července 2023 na albu Speak Now (Taylor's Version) nahraná ve spolupráci s Hayley Williams.

## Ocenění a nominace
| Rok  | Asociace                      | Kategorie                           | Práce                                                              | Výsledek  |
| ---- | ----------------------------- | ----------------------------------- | ------------------------------------------------------------------ | --------- |
| 2007 | Kerrang Readers' Poll 2007    | Nejpřitažlivější hlavní zpěvačka    | Sama za sebe                                                       | nominace  |
| 2008 | Kerrang Readers' Poll 2008    | Nejpřitažlivější hlavní zpěvačka    | Sama za sebe                                                       | vítězství |
| 2008 | Los Premios MTV Latinoamérica | Premio Fashionista 2008             | Sama za sebe                                                       | nominace  |
| 2009 | Los Premios MTV Latinoamérica | Premio Fashionista 2009             | Sama za sebe                                                       | nominace  |
| 2009 | Shockwaves NME Awards 2009    | Nejpřitažlivější žena               | Sama za sebe                                                       | vítězství |
| 2009 | Kerrang Readers' Poll 2009    | Nejpřitažlivější žena               | Sama za sebe                                                       | vítězství |
| 2010 | 2010 MTV Video Music Awards   | Video roku                          | "Airplanes" – B.o.B. (featuring Hayley Williams)                   | nominace  |
| 2010 | 2010 MTV Video Music Awards   | Nejlepší mužské video               | "Airplanes" – B.o.B. (featuring Hayley Williams)                   | nominace  |
| 2010 | 2010 MTV Video Music Awards   | Nejlepší Hip hopové video           | "Airplanes" – B.o.B. (featuring Hayley Williams)                   | nominace  |
| 2010 | 2010 MTV Video Music Awards   | Nejlepší spolupráce                 | "Airplanes" – B.o.B. (featuring Hayley Williams)                   | nominace  |
| 2011 | 37th People's Choice Awards   | Nejoblíbenější píseň                | "Airplanes" – B.o.B. (featuring Hayley Williams)                   | nominace  |
| 2011 | BET Awards 2011               | Video roku                          | "Airplanes" – B.o.B. (featuring Hayley Williams)                   | nominace  |
| 2011 | BET Awards 2011               | Nejlepší spolupráce                 | "Airplanes" – B.o.B. (featuring Hayley Williams)                   | nominace  |
| 2011 | 53rd Annual Grammy Awards     | Nejlepší popová spolupráce s vokály | "Airplanes, Part II" – B.o.B. (featuring Eminem & Hayley Williams) | nominace  |